# جيف فيرغسون (لاعب هوكي الجليد)
جيف فيرغسون هو لاعب هوكي الجليد كندي، ولد في 23 يوليو 1969 في كالغاري في كندا.

## وصلات خارجية
- جيف فيرغسون على موقع EliteProspects.com (الإنجليزية)
- جيف فيرغسون على موقع HockeyDB.com (الإنجليزية)